# Ernst Joachim Grote
Ernst Joachim Grote sowie Namensvarianten (geboren am 13. Mai 1675 in Breese; gestorben am 21. Dezember oder vom 23. auf den 24. Dezember 1741 in Lüneburg) war ein deutscher Adliger und Abkömmling des niedersächsischen Uradelsgeschlechtes Grote.

## Leben
Ernst Joachim Grote war Bruder von vier Schwestern und einziger Sohn des Fürstlich Lüneburgischen Landschaftsdirektors August Grote (1638–1700) und der in Hannover geborenen Anna Eleonore von Bülow (1654–1681).
In seiner Jugend wurde er anfangs von Hauslehrern unterrichtet, bevor er von 1692 bis 1692 die Ritterakademie Lüneburg besuchte. Anschließend studierte er an der Universität Helmstedt und ging 1697 auf Grand Tour durch Frankreich und Italien.
Nach der Rückkehr in seine Heimat wurde er Hofjunker am Hofe von Herzog Georg Wilhelm von Braunschweig-Lüneburg.
Am 24. August 1703 heiratete er die Fürstlich Cellische Hofdame Marianne du Faur de Pibrac (1674–1743) Tochter des 1692 verstorbenen Obristen Heinrich du Faur und der Marie de Pean, Dame de Fay au Loge (geboren 1674). Aus der Ehe gingen 5 Kinder hervor:
1. Ernst August Grote (1708–1758), Erbherr auf Breese und Oberappellationsrat;
2. Otto Grote (1709–1771), Erbherr auf Breese und Generalleutnant; ab 1764 Reichsfreiherr zu Schauen;
3. Eleonore Grote (1711–1781), die am 17. August 1729 in erster Ehe den Oberhauptmann Georg Wilhelm von Bülow heiratete und in zweiter Ehe am 2. Oktober 1741 den Landdrost Wilhelm Albrecht von Behr;
4. Wilhelm Grote (1713–1799), Erbherr auf Horn, Schnega und Jühnde, Oberhauptmann und Landdrost, der am 21. Februar 1744 die Charlotte Christine von Wackerbart ehelichte;
5. Friederike Grote (1717–1791), 1738 in erster Ehe verheiratet mit Reichshofrat und Graf Detlef von Rantzau-Ahrensburg, 1748 in zweiter Ehe mit dem königlich dänischen Wirklichen Geheimen Rat Hans von Ahlefeld.[2]

1705 war Grote als Kammerjunker in den Dienst des Kurhannoverschen Fürsten Georg Ludwig getreten, den er auf dessen Feldzügen im Spanischen Erbfolgekrieg gegen die Truppen des französischen Königs Ludwig XIV. begleitete.

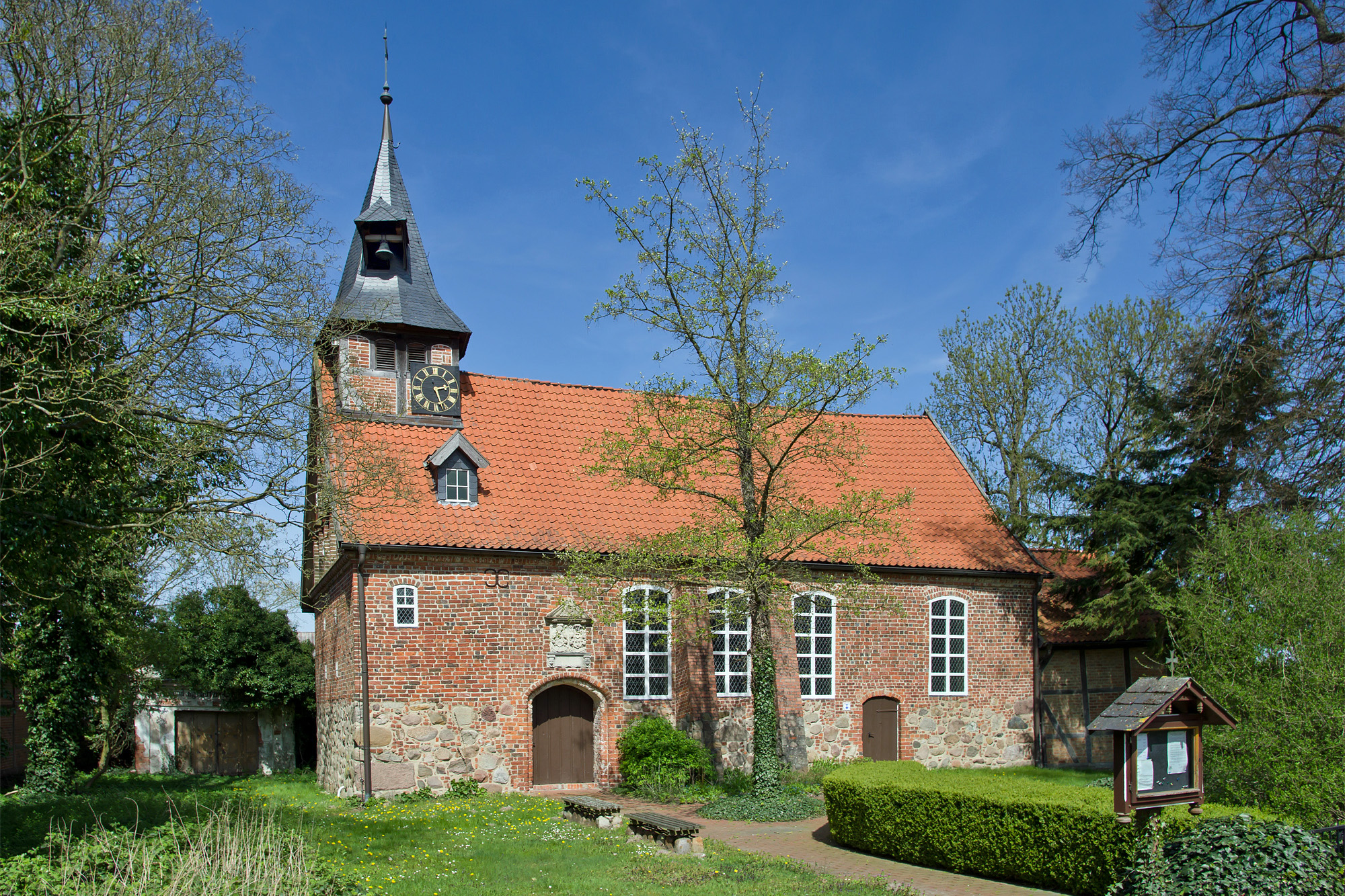
Groteschen Gutskapelle

1717 ließ das Ehepaar Grote den Kanzelaltar in der Groteschen Gutskapelle in Breese errichten.
Ernst Joachim Grote, Erbherr auf Breese und Horn, diente in der Funktion eines Kammerherrn und wirkte als Geheimer Legationsrat.
Am 19. Februar 1726 wurde Grote in Uelzen nach einem aufwändig durchgeführten Wahlverfahren, in dem auch die Landräte von Hohnhorst und von Campe zur Disposition standen, durch Georg I., König von Großbritannien und Irland, während der Personalunion zwischen Großbritannien und Hannover zudem Kurfürst von Braunschweig-Lüneburg, zum Landschaftsdirektor des Fürstentums Lüneburg und zum „Abt zu St. Michael“ gewählt.
Nach dem Tod Georgs I. reiste Grote zu dessen Nachfolger Georg II. nach London, um im Namen der Geheimen Räte Glückwünsche zu überbringen.
Am 14. Januar 1737 wurde Ernst Joachim Grote gemeinsam mit anderen Mitgliedern seiner Familie in Stade durch Georg II.  ein Lehen erteilt
1. mit zwei Höfen zu Voigten
2. dem Buchholz zwischen Voigten und Hasselhof
3. einem Hof zu Hasselhof
4. zwei Höfe zu Schneverdingen
5. einem wüsten Hof zu Insel
6. sowie zahlreichen Höfen zu Zahrensen.[5]

Nach seinem Tod 1741 wurde der Grotes Leichnam nach Breese überführt und in einem mit lateinischer Inschrift geschmückten Sarg in der dortigen Familiengrabstätte beigesetzt.

## Archivalien
Archivalien von und über Ernst Joachim Grote finden sich beispielsweise
- als originaler Lehnsbrief auf Pergament mit angehängtem Siegel in Blechkapsel von King George II.; Verzeichnung mit dem Titel 1737 Januar 14, Stade im Niedersächsischen Landesarchiv (Abteilung Hannover), Depositum Dep. 19 Grafen/Freiherren Grote, Schauen/Jühnde: Urkunden und Akten, Archivsignatur NLA HA Dep. 19 Grote-Schauen A Nr. 188/1 (alte Archivsignatur Grote-Schauen A Nr. 188)[5]